# 聖蹟蒲田梅屋敷公園

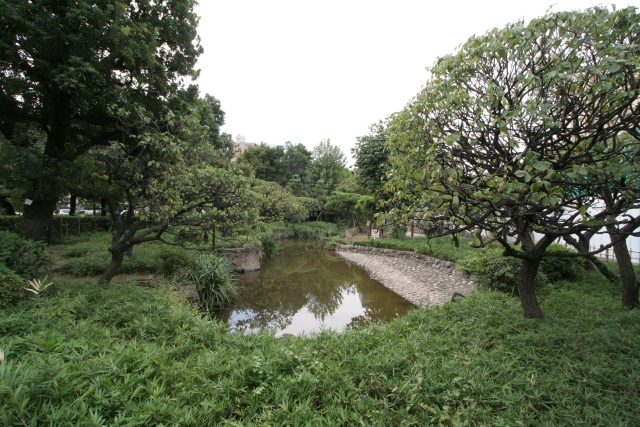
梅屋敷公園

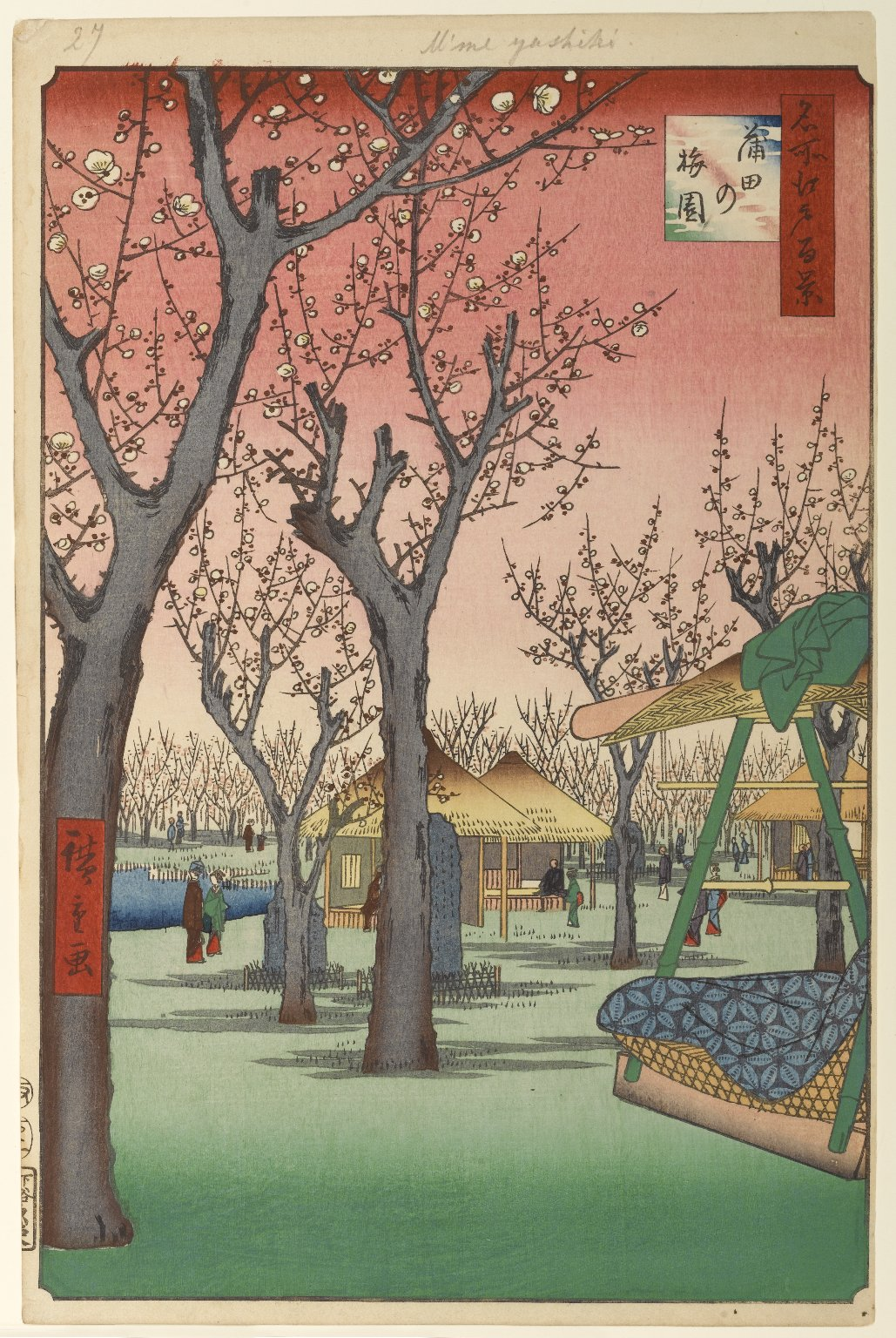
広重「名所江戸百景」に描かれた「蒲田の梅園」

聖蹟蒲田梅屋敷公園（せいせきかまたうめやしきこうえん）とは、東京都大田区蒲田にある和風庭園である。その名の通り多くの梅が植えられている。

## 概説
江戸時代に薬屋を営んでいた山本久三郎が、文政年間に梅を始めとする多くの木を植え、茶屋を開いたことが起源とされる。
1868年から1897年にかけて明治天皇の9度の行幸がある。1873年3月6日の観梅の際、小梅一株を自らお手植えになる。この梅は「仙粧梅」と称された。
1920年に京浜電気鉄道用地となる。その後、第一京浜国道拡幅などで用地を削られるなど縮小と荒廃が進み、1925年大友笠洲の提唱により「明治天皇聖蹟保存会」が結成され、園内整備や用地の取得を行った。1933年11月2日、文部大臣より「明治天皇御聖蹟地」として保存指定を受ける。1938年10月、敷地と園内の建物一切を東京市へ寄付。1939年10月12日の明治天皇行幸記念の日に聖蹟蒲田梅屋敷公園として開園。1953年、東京都から大田区へ移管され区立公園となった。
公園内には池があり、その回りに遊歩道ができている。
京急梅屋敷駅から徒歩7分、京急蒲田駅から徒歩8分の線路沿いにある。
2007年頃から、敷地の一部が更地になり「京急蒲田駅付近連続立体交差化事業」のヤードとして使用されている。この部分に関しては工事終了後に復元される予定である。
また、この事業とは別に、第一京浜の拡幅事業が都市計画で決定している。この公園は半分ほどの土地が拡幅予定地に含まれており、今後の拡幅工事の進捗によって土地が削られる予定となっている。

## 蒲田梅屋敷の明治天皇御座所
園内にあった明治天皇御座所と茶屋本屋は、1945年4月15日の空襲により焼失したとされていた。しかし、梅屋敷の敷地が国道開通により二分された際、化粧品会社の尚美堂社長により土地とともに買収され、建物は東京の尾山台の自宅敷地へ移築、戦後の1975年に東京谷中の瑞輪寺へ寄進され現存しているという。この際、梅屋敷にあったとされる梅の古木も一緒に移植されたと言う。

## 歴史
文政のころは、蒲田の梅屋敷と亀戸の臥龍梅とは人気を二分していたのが知られており、文化文政ごろに、江戸および近郊で梅屋敷というと、蒲田のほかは亀戸と向島に有名なものがあった。蒲田のあたりは、上からのしめつけが強く、増税につぐ増税で、農民にとってどうしても副業を必要としていたところ、土質が梅に適していたこともあって、農家の庭さきや田畑のまわりに植えた梅がよく育ち、梅干の収穫で農家がうるおった。
農家は梅の花より梅の実だけほしかったのだが、近くの大師河原・川崎大師に行く人、神奈川へ行く人、江の島へ行く江戸の人たちが、この花を賞す惹ようになったという。農家のうち、とくに多くの梅園をもっていたのは助左衛門といい、古来より武州の梅屋敷といわれていたという。二町四方の梅園をもちながら、助左衛門は、他人に花を見せて、何がしかの利益を得ようとはしなかった。文政六年(1823年)に『遊歴雑記』の著者、津田十方庵がここに梅見に出かけたさいも、持参の茶器で煎茶をわかし、助左衛門の家族の者にもお菓子とともに振舞っている。梅見の人たちも、「只畦路を彼方此方と適遙して見行歩のみ」であった。
遊客が多くなれば、便宜を与え、またこれから利益を得ようとする人があらわれる。和中散は大森に二軒、蒲田に一軒あった薬舗であったが、蒲田の和中散が梅園を経営し、梅屋敷として名が知られるようになったのは文政の初め頃のことである。
近くの梅林から老樹ばかりを買いあつめ、3000坪の屋敷に植えつけ、林泉も広くとって、杜若や山吹をあまた植えた。農家は梅の実をとるためで、古木をとくに必要としなかったので、これを探し求めたのである。ほかに二、三百本の梅樹を植え、茶屋をつくって客を待った。梅園のため薬舗のほうも繁昌したという。この梅屋敷は明治維新のときの志士たちや、明治天皇も何回も行幸されている。したがって、明治時代にも多くの利用がなされていた。

## 近隣の施設
- 国道15号第一京浜
- 大田区立東蒲小学校
- 大田区総合体育館

## 引用参考文献
- 林信孝　 1980「蒲田梅屋敷の今昔」『史誌』13、大田区史編纂委員会編、43～49ページ
- 小林敏夫　1980「焼失したはずの明治天皇御座所のゆくえ-聖蹟蒲田梅屋敷公園余話-」『史誌』14、大田区史編纂委員会編、35～40ページ

## 関連文献
- 斎藤長秋 編「巻之二 天璇之部 大森和中散」『江戸名所図会』 一、有朋堂書店、448-449頁。NDLJP:1174130/230。